# Cindy Oudshoorn
Cindy Oudshoorn (Zwolle, 7 augustus 1973) is een Nederlandse zangeres. In 1996 haalde ze de zeventiende plek van de Tipparade met het nummer Soms Als Ik Je Zie. Van 2004 tot 2014 was ze lid van de band Kayak. Als stemactrice werkte ze mee aan de nasynchronisatie van Harry Potter. In 2006 was ze onderdeel van de theatershow "Queen in Concert" van de Kapel van de Koninklijke Luchtmacht.

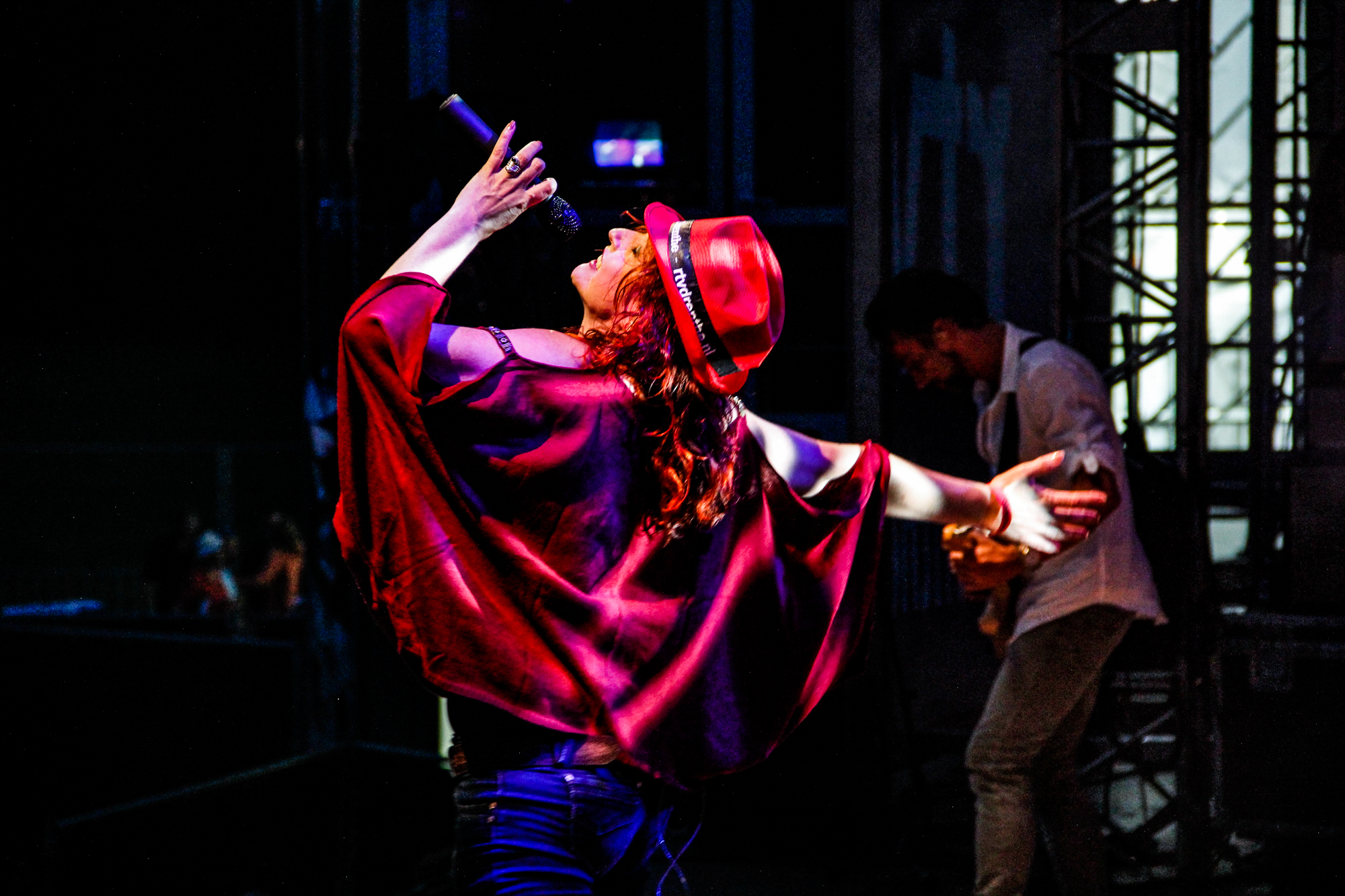
Oudshoorn tijdens Retropop (2014)

Na de breuk met Kayak in 2014 richtte Oudshoorn samen met Kayak-zanger Edward Reekers en Kayak-gitarist Joost Vergoossen Symfo Classics op. Samen met Jan van Olfen (bas), Werner van Gool (toetsen) en Hubert Heeringa (drums) gaven ze concerten waarbij het repertoire van derden uit het genre symfonische rock werd uitgevoerd.. In 2024 heeft Oudshoorn meegewerkt aan de rockmusical Hollingsworth Mansion van de rockgroep Magoria met Mark Bogert.

## Liedjes voor film, tv en overig entertainment
- 1998 - Nieuwe Efteling Sprookjesshow (CD)[7]
- 2006 - Brother Bear 2
- 2008/2011 - Phineas en Ferb aflevering "Het bew-ijs" liedje "Ik krijg je", aflevering "Interview met een Vogelbekdier" liedje "Wat een mooie dag", aflevering "Achtbaan: de Musical!" liedje "Weet je wat ik wel wil doen vandaag" en "Hé, wat doe je?"[8]
- 2009 - Pokémon 12: Arceus en het Juweel des Levens
- 2011 - Rio
- 2011 - Phineas and Ferb the Movie: Dwars door de 2de dimensie liedje "Ik heb een gloednieuwe vriend"[8]
- 2012 - The Muppets
- 2017 - Olaf's Frozen Adventure [9]
- 2018 - Ralph Breaks the Internet de stem van Little Debbie